# 山田ズーニー
山田 ズーニー（やまだ ズーニー、女性、1961年 - ）は、岡山県出身の文章表現・コミュニケーションインストラクター。
「ズーニー」とはカシミール語で｢月」という意味で、北インドのカシミール地方を旅したときに地元の人につけられた名前である。

## 略歴・概要
1984年、福武書店入社。進研ゼミ小論文編集長となり、通信教育の企画・編集・プロデュースに携わる。
2000年に独立してフリーランスに。同年5月より「ほぼ日刊イトイ新聞」にてコラム「おとなの小論文教室。」をスタートさせ、長期連載となる。
中高生、大学生から社会人、教師、プロのライターまで幅広い層の教育に携わっている。仕事としては執筆のほか、講演、大学の講義、企業研修、テレビ講座、ワークショップなどで活動している。
宣伝会議では「編集・ライター養成講座」の東京教室で「表現力養成トレーニング」の講師を担当。

## 書籍
- 『伝わる・揺さぶる!文章を書く』（PHP研究所、2001年11月）
- 『あなたの話はなぜ「通じない」のか』（筑摩書房、2003年10月→ちくま文庫、2006年）
韓国でも発売された。
- 『考えるシート』（講談社、2005年6月9日→講談社＋α文庫、2008年8月）
- 『おとなの小論文教室。』（河出書房新社、2006年1月10日→河出文庫、2009年）
- 『理解という名の愛がほしい おとなの小論文教室。2』（河出書房新社、2006年3月14日）
- 『17歳は2回くる - おとなの小論文教室。3』（河出書房新社、2006年5月19日）
- 『おとなの進路教室。』（河出書房新社、2007年3月22日→河出文庫、2012年4月）
- 『話すチカラをつくる本 - この一冊で想いが通じる!』（三笠書房、知的生きかた文庫、2007年3月）
- 『人とつながる表現教室。』（河出書房新社、河出文庫、2009年9月）
- 『新人諸君、半年黙って仕事せよ』（筑摩書房、2010年4月）
→『働くためのコミュニケーション力 - 半年で職場の星になる!』（筑摩書房、ちくま文庫、2013年4月）
- 『「働きたくない」というあなたへ』（河出書房新社、2010年8月）
- 『おかんの昼ごはん - 親の老いと、本当のワタシと、仕事の選択』（河出書房新社、2012年11月）

## 出演
- NHK「日本語なるほど塾」思いが通じるコミュニケーションレッスン